# ジョゼ・デ・アンシエタ
ジョゼ・デ・アンシエタ（José de Anchieta, ジョゼ・デ・アンシェッタ、1534年3月19日 - 1597年6月9日）は、スペイン領カナリア諸島出身、イエズス会士の宣教師で16世紀の後半にブラジルで伝道を行った。2014年4月3日、教皇フランシスコによって聖人に列せられた。
1500年4月22日のブラジル発見から1世紀にわたり、ブラジルの歴史に大きな影響を与えた。アンシエタは1554年のサンパウロ、1565年のリオデジャネイロ創立の際の創立者の一人でもある。彼は文筆家で詩人であり、ブラジルで最初の文筆家とされている。アンシエタはまた宣教活動に没頭し、現地住民をカトリック信仰へと改宗させた。マヌエル・ノブレガ宣教師とともに行った原住民の和平工作は新天地への安定な植民地移住にあたって極めて重要であった。

## 前半生

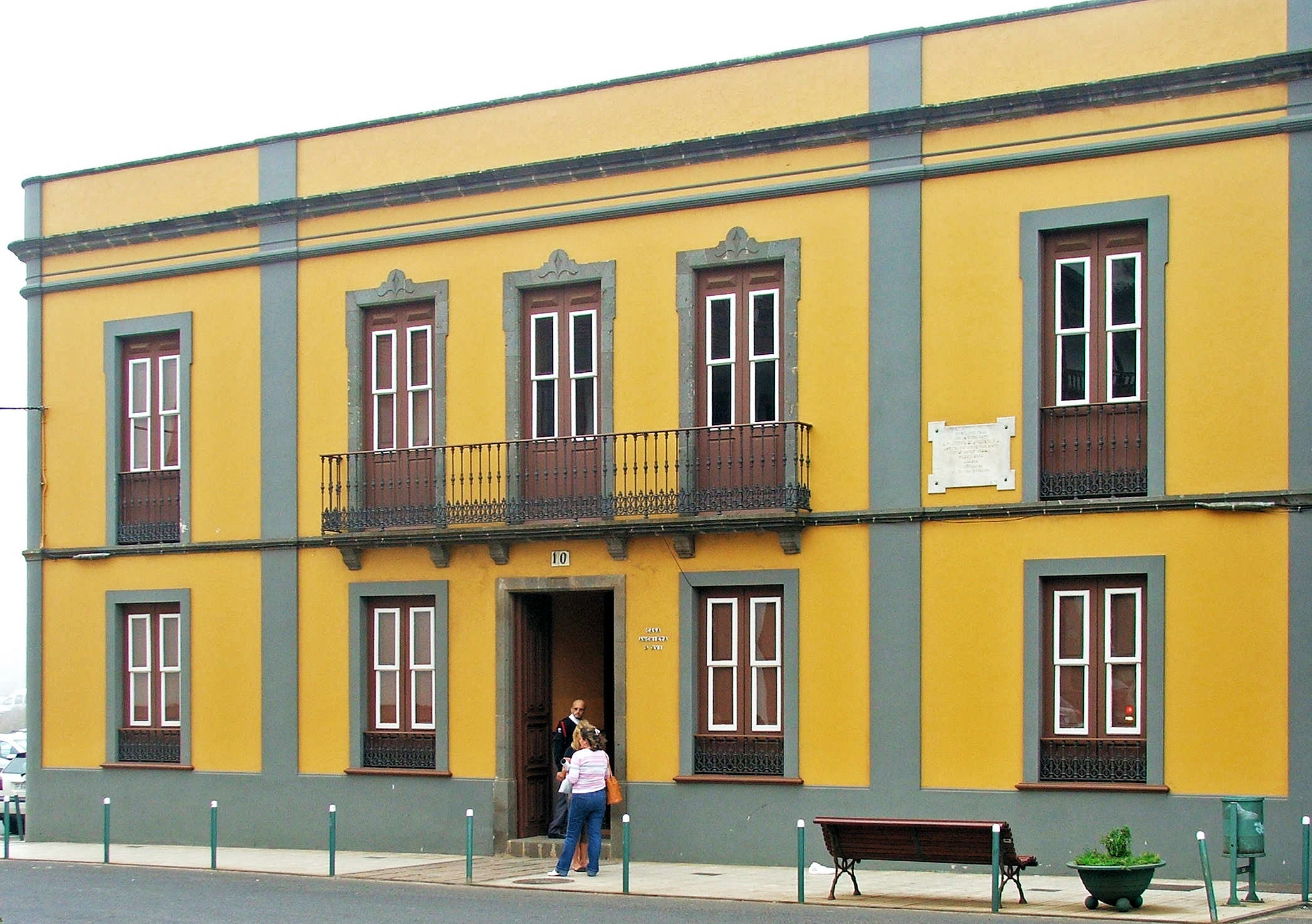
サン・クリストバル・デ・ラ・ラグーナでジョゼ・デ・アンシエタ（テネリフェ島）の発祥の地。

ジョゼ・デ・アンシエタ・ラレナは1534年3月19日にスペインのカナリア諸島テネリフェ島のサン・クリストーバル・デ・ラ・ラグーナで裕福な家に生まれた。彼の父フアン・デ・アンシエタ・イ・エスケレッテギはバスク地方のユレスティラから来た地主で、カール5世に対抗する解放運動（コムネロスの反乱）に参加して失敗し、1525年にテネリフェに逃げてきた。彼の母メンシア・ディアス・デ・クラビホ・イ・ラレナはテネリフェの征服者の末裔でユダヤ系である。
アンシエタはコインブラにある王立芸術学校で勉強するために14歳の時にポルトガルに渡った。彼は非常に信心が深かったため、聖職につくのが天命と感じ、1551年にコインブラのイエズス会の大学で修練者となる許可を求めた。
しかし、彼が勉強している時期に背骨痛を伴う重い病気にかかり、これがその後、一生彼の頭痛の種となったが、非常に優秀な学生で詩の才能があるとみなされていた。彼はポルトガル語とラテン語を母語と同じように読み書きができるまで学んだ。

## ブラジルでの布教活動
1553年、アンシエタはイエズス会が新大陸へ向けて送る第3次のグループの一員として選ばれ、第2代総督として国王から推薦されたドゥアルテ・ダ・コスタに随行し、ブラジルに渡った。
冒険的な旅と難破の後、アンシエタと彼のいた小さな一団は、1534年にブラジルに初めて作られたサン・ヴィセンテという村に到着した。そこで彼はその地域に住むタプイア・インディオ（原住民）と初めて接触した。
同じ年、ポルトガル人イエズス会宣教師マヌエル・ノブレガは、インディオがピラチニンガと名づけたティエテ川沿いの山脈セーハ・ド・マールに向けて13人の宣教師を送り、そこに布教のための拠点を置いた。1554年1月25日にはその場所で初めてミサがとり行われた。そこでアンシエタは、イエズス会の同僚とキリスト教への改宗、洗礼や教理問答や教育活動を行った。
アンシエタはインディオにラテン語を教え、また彼はインディオの言葉である古トゥピ語を学び始めるとともに、辞書と文法をまとめ始めた。こういった作業は実際、全世界のイエズス会宣教団が初めて「野蛮人」と出会った後の、目的や習慣となっていた。これは、サンパウロ・ピラチニンガ・イエズス会学校と呼ばれ、すぐに拡張をはじめ、居住民の核となって栄えるようになった。
一方で、ポルトガル人植民者がインディオの村で組織的な殺人・略奪を行ったり、奴隷化を企てたりしたことにより、現在のサンパウロ州、リオデジャネイロ州とエスピリトサント州の海岸沿いのインディオの部族たちは反抗し、タモヨ連合（タモイオ連合）という同盟を形成し、すぐにフランス人移住者たちから援助を受けた。
フランス人移住者は、ユグノー提督代理のニコラ・デュラン・ド・ヴィルゲニョン (Nicolas Durand de Villegaignon) らに指揮されて1555年に、リオデジャネイロ付近のグアナバラ湾に移住していた。この連合は1562年から1564年の間、数回にわたってサンパウロを攻撃したが、町はこれらを食い止めた。
ポルトガル移住者たちと正反対の方法でインディオを取り扱い、この点で総督ドゥアルテ・ダ・コスタらと摩擦を生んでいたアンシエタとノブレガは、イペロイグ村（現在のウバツーバ、サンパウロ州の北の沿岸）でタモヨ連合と和平交渉を始めることを決断した。アンシエタのトゥピ語の技能は、この交渉には必須であった。いくつかの事件や、もう少しで殺されるような出来事の後、アンシエタとノブレガは最終的にはインディオの信頼を勝ち得て、タモヨ連合とトゥピ民族、ポルトガル人の間で和平が確立された。
しかしながら、ブラジルの新総督メン・デ・サー（Mem de Sa, 1500年 - 1572年）の甥に当たるエスタシオ・サー (Estacio de Sa) がフランス人入植者たちを追い払う命令を下したことから、平和は終わった。1565年、有力な支援とアンシエタ、ノブレガの賛成のもと、彼は軍隊とともにサン・ヴィセンテを出発し、リオデジャネイロのポン・ヂ・アスーカル（「砂糖パンの岩」の意）の麓に城壁を建設した。

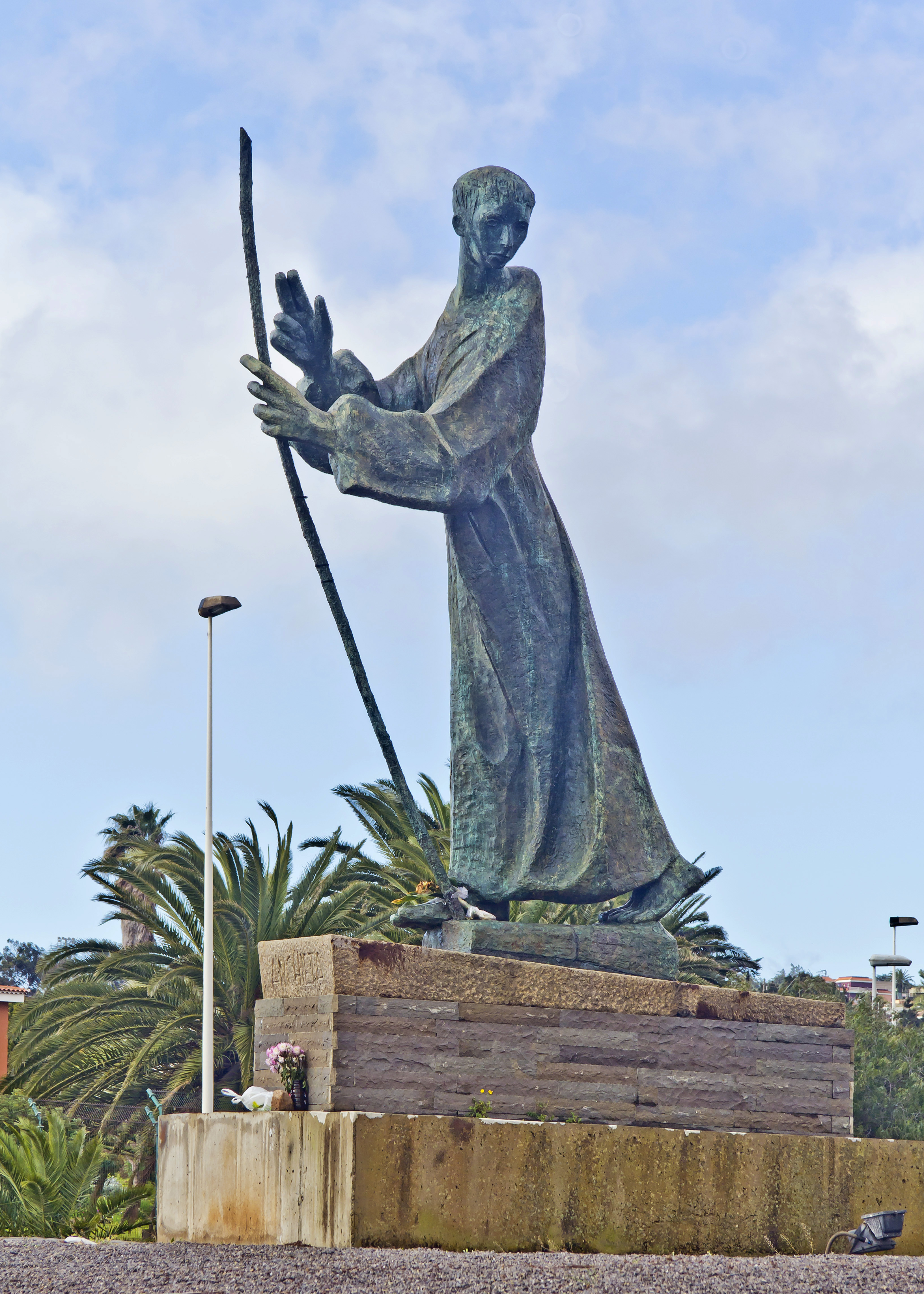
テネリフェ島のサン・クリストバル・デ・ラ・ラグーナ市のホセ・デ・アンシエタに記念碑。

アンシエタは彼の隊の一員となり、ポルトガル人とその同盟インディオ、対フランス人とその同盟のインディオのいくつもの戦いに軍医、通訳として参加した。彼はまたサルヴァドール・ダ・バイーアにある総督本部に報告する責任も負っており、1567年のフランス人との勝利を得た最後の戦いにも参加した。
このような背景とは裏腹にアンシエタとノブレガについての悪いうわさが流れ、総督のメン・デ・サーが1559年、ユグノー難民の仕立て屋ジャケ・ル・バローを逮捕したことについて彼らを非難した。異端者を抹殺したいという欲望から、死刑執行人がプロテスタントの死刑判決の実施を拒否した後、アンシエタがル・バローを殺したというのだ。しかしながら、この話はかなり後に証拠となる文書によって誤りであることが証明されたが、噂自体はなかなか消滅しなかった。
平和になった後、ノブレガの指揮によってイエズス会の学校がリオに建設され、1570年ノブレガの死後はアンシエタが引き継いだ。
彼の病弱な体、徒歩や船の過酷な長旅にもかかわらず、アンシエタは次の10年をリオデジャネイロ、バイーア、エスピリト・サントとサンパウロという広い範囲を旅をして、イエズス会の宣教強化のために驚くほど広範囲の仕事を行った。
1577年、第4代のイエズス会総会長エバハード・マーキュリアンは、アンシエタをブラジルにいる会員の序列のなかの地方最高位につけることを約束した。
1591年、健康の悪化のため、彼は業務の軽減を要請した。彼は第2の祖国のエスピリトサント州ヘリチバで1597年6月9日に亡くなり、彼をインディオの魂や尊厳を守る上での仲介者として高く評価していた3,000人以上のインディオに見送られた。
彼は人生やその後を通じて、ほとんど超越した存在のように考えられていた。彼が説教をしたところ、攻撃的なジャガーもおとなしくなったというような多くの伝説が生まれており、今日に至るまで、アンシエタに祈ると動物の攻撃から守られるという民間信仰が続いている。
ジョゼ・デ・アンシエタは、「ブラジル文学」の創設者として、ノブレガと共にブラジル最初の宣教師として賞賛されている。彼は2つの町、エスピリトサント州のアンシエタ（アンシエタ終焉の地で、以前はヘリチバと呼ばれていた。）とサンタカタリーナ州のアンシエタ、そして他の多くの場所や道、団体、病院や学校の名前に名を残している。
1980年、教皇ヨハネ・パウロ2世によって列福され、アンシエタは「祝福されたジョゼ・デ・アンシエタ」の称号を受けた。
なおも彼を聖人にまで昇格させる運動が起こり、結果、2014年4月3日、教皇フランシスコによって列聖され、崇敬を集めている。それは・ペトロ・ド・ベタンクールド後カナリア諸島の第二のネイティブ聖人です。

## 業績
イエズス会の伝統により、アンシエタは多くの交流関係を持ち、彼の上役らに主に手紙によって連絡を行い、非の打ち所のないスペイン語、ポルトガル語、ラテン語、トゥピ語を書いた。
彼の著作は、手紙、報告書、歴史的な遺稿や説法として出版され、またたくさんの神学や宗教の教えに関する著作や演劇作品や詩、そして初めて古トゥピ語で出版された作品もある。彼は聖歌を作り、またいくつか書き、さらに音楽や劇の方法でインディオに道徳を教えるために脚本も書いた。彼は有名な聖母マリアにささげる有名な詩を書いたのだが、伝えられるところによればそれは、毎朝イペロイグ浜の湿った砂の上に書き、後にその4900節以上の詩を紙に書き留めるまで記憶にとどめていたという。このような理由で、アンシエタはブラジルの文学と音楽の守護者となっている。
彼は歴史家や、動物・植物学者（彼はいくつかの新種の動物や植物について記述している）であり、すばらしい外科医、内科医であった。彼の残した明快で詳細な報告書は、この時代のインディアンやヨーロッパ人の生活様式、知識と習慣、さらには驚くほど斬新なブラジルの野生生物や地理を理解する上で、現在でも重要である。
1560年頃書かれたアンシエタの詩 De Gestis Meni de Saa では、「勇者の偉業」すなわちポルトガル人兵士たちが「果てしない大自然」を征服するための戦いについて記述している。